# Fernando Croceri
Fernando Javier Croceri (Palermo, Ciudad de Buenos Aires; 6 de enero de 1960) es un expiloto argentino de automovilismo. Se destacó a nivel nacional e internacional por sus participaciones en categorías de turismos y monoplazas, tanto de su país como de Sudamérica. Fue campeón de la clase A de la Fórmula 3 Sudamericana y de la Fórmula 3 Brasil en el año 1993, y en la Clase A del Turismo Internacional en 1997. Supo competir también en las fórmulas 2 Codasur y Renault Argentina, en el Superturismo Sudamericano, en el TC 2000 y en Top Race. Tras su retiro, desempeñó el cargo de Secretario General de la Asociación Argentina de Volantes, asumiendo a su vez la responsabilidad de presidir la Comisión Directiva del Autódromo Oscar y Juan Gálvez en el año 2016.

## Resultados

### Turismo Competición 2000
| Año  | Equipo              | Auto           | 1  | 2  | 3     | 4  | 5   | 6   | 7  | 8   | 9      | 10  | 11 | 12  | 13  | 14  | Res. | Puntos |
| ---- | ------------------- | -------------- | -- | -- | ----- | -- | --- | --- | -- | --- | ------ | --- | -- | --- | --- | --- | ---- | ------ |
| 2002 |                     |                | GR | RC | SJU I | BB | RES | OBE | AG | SAL | SJU II | PAR | BA | SRA | PIG | MDP | -    | -      |
| 2002 | Belloso Competición | Ford Escort VI |    |    |       |    |     |     |    |     |        |     |    |     |     | Ret | -    | -      |

## Palmarés
| Título  | Categoría              | Automóvil  | Año  |
| ------- | ---------------------- | ---------- | ---- |
| Campeón | Fórmula 3 Sudamericana | Ralt-Honda | 1993 |
| Campeón | Turismo Internacional  | BMW 328    | 1997 |